# Hooker Glacier
Hooker Glacier är en glaciär i Antarktis. Den ligger i Östantarktis. Nya Zeeland gör anspråk på området. Hooker Glacier ligger 1 347 meter över havet.
Terrängen runt Hooker Glacier är kuperad österut, men västerut är den bergig. Terrängen runt Hooker Glacier sluttar österut. Trakten är obefolkad. Det finns inga samhällen i närheten.